# Lycaena turcmenica
Lycaena turcmenica är en fjärilsart som beskrevs av Forster 1936. Lycaena turcmenica ingår i släktet Lycaena och familjen juvelvingar. Inga underarter finns listade i Catalogue of Life.